# Chiesa di San Lodovico (Orvieto)
La chiesa di San Lodovico è una chiesa di Orvieto situata in piazza de' Ranieri.

## Storia e descrizione
L'assetto attuale della struttura si deve ad un restauro eseguito nel 1778; con esso fu cambiata la disposizione e la facciata della chiesa, che in precedenza era rivolta verso la rupe.
All'interno della chiesa sono visibili due dipinti: Gli Innocenti che adorano Gesù Bambino (1410), tempera su tela del pittore Andrea di Giovanni, ed il dipinto raffigurante San Ludovico di Girolamo Nebbia (1636).